# Puchar Davisa 1994 (strefa amerykańska – grupa 1)
Tenisowy turniej Puchar Davisa 1994 w grupie I strefy amerykańskiej odbył się w dniach 4 lutego - 17 lipca.

## Pierwsza runda play-off (4-8 lutego)
- Montevideo Urugwaj 5 - 0 Kuba
- Lima Peru 3 - 2 Meksyk

Zwycięzcy awansowali do I rundy, przegrani stoczyli baraż o utrzymanie w grupie

## Baraż o utrzymanie w grupie (25-27 marca)
- Meksyk Meksyk 5 - 0 Kuba

Drużyna Kuby spadła do Grupy II strefy amerykańskiej.

## Pierwsza runda (25-27 marca)
- Argentyna- wolny los
- Montevideo Urugwaj 3 - 2 Bahamy
- Lima Peru 3 - 2 Chile
- Brazylia-wolny los

## II runda
- 15–17 lipca Montevideo Urugwaj 3 - 2 Argentyna
- 8–10 lipca Lima Peru 3 - 2 Brazylia

Zwycięskie drużyny Peru i Urugwaju awansowały do baraży o Grupę Światową.